# プーシキン美術館

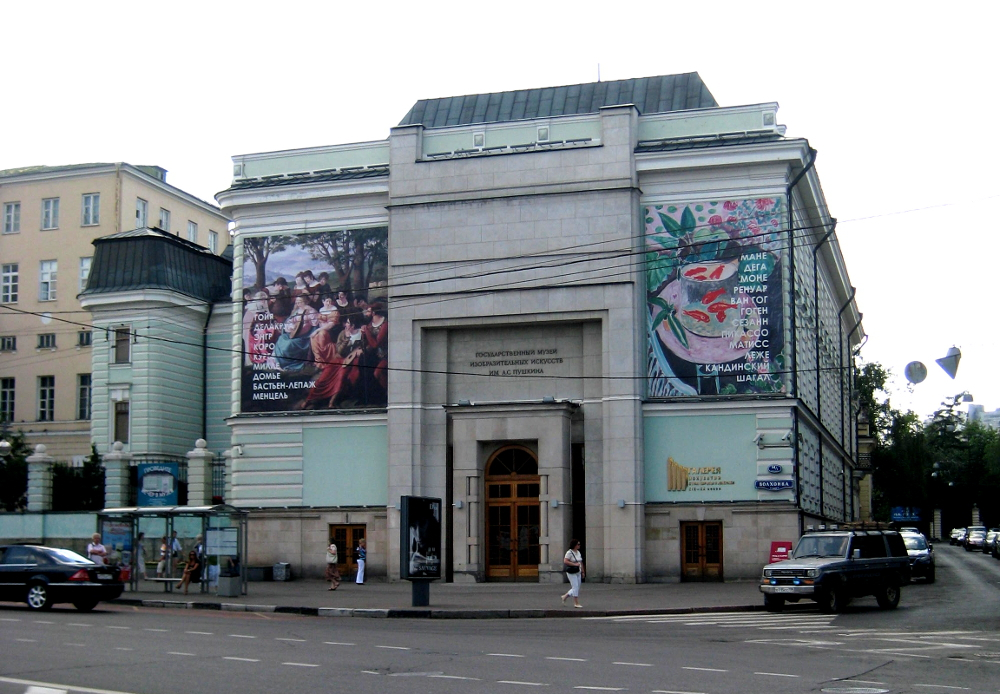
フランス印象派絵画などを展示する、19〜20世紀ヨーロッパ・アメリカ美術ギャラリー(別館)

プーシキン美術館（プーシキンびじゅつかん、正式名称：国立A.S.プーシキン造形美術館、Государственный музей изобразительных искусств имени А. С. Пушкина, Pushkin State Museum of Fine Arts）は、ロシア、モスクワにある美術館。モスクワの救世主ハリストス大聖堂の北、ヴォルホンカ通りをはさんだ場所にあり、ヨーロッパ最大の美術館であり、収蔵品の数は約10万点でエルミタージュ美術館に次ぐ世界2位。
本美術館は本館のほか、19〜20世紀ヨーロッパ・アメリカ美術ギャラリーと呼ばれる別館、青少年芸術教育センターなどの建物から構成されている。このうち本館では、古代エジプトから19世紀初頭フランスまでの各種美術品が所蔵され、19〜20世紀ヨーロッパ・アメリカ美術ギャラリーでは、フランスを中心とする印象派およびポスト印象派の絵画作品を中心に展示している。

## 歴史・概要

### 創設

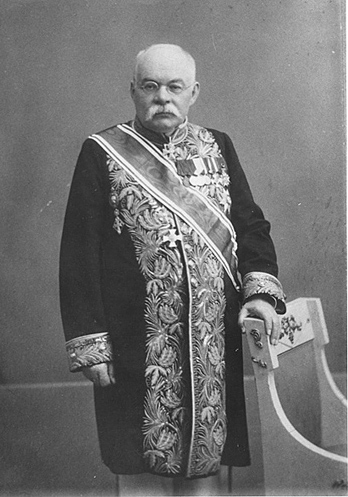
プーシキン美術館の創設者、イワン・ウラジーミロヴィッチ・ツヴェターエフ。

モスクワ大学芸術学部の学部長であったイワン・ウラジーミロヴィッチ・ツヴェターエフ教授（1847年 - 1913年、女性詩人マリーナ・ツヴェターエワの父）は、かねてからモスクワに公共美術館を設立することを提唱していた。ツヴェターエフは、モスクワ大学付属美術研究所を核として、大富豪のユーリ・ネチャーエフ＝マリツェフと建築家のロマン・クレインにロシア帝国の首都であるモスクワに美術館を作る必要性を説き、彼らの支援を引き出すことに成功した。さらにツヴェターエフは、時の皇帝アレクサンドル3世の支持も取り付けることに成功し、皇帝は美術館建設のコンペを支持した。このコンペではクレインの新古典主義による建築案が1等となった。
モスクワ市議会の議決によって、モスクワ大学に無償で土地が譲渡された。建設に当たっては、ユーリ・ネチャーエフ＝マリツェフをはじめ、マーモントフ、モロゾフ、シェラプーチン、ユスポフ、シェフテリなどの献金により、1898年定礎。美術館は、コンペで1等であったクラインが本設計を行ったが、ウラジーミル・シューホフ Vladimir Shukhovがガラス張りのキャンティレバーCantilever（片持ち梁）と暖房システムを、ジョルトフスキーが正面玄関を、バルヒーンが内装など部分的設計を分担している。1912年5月にアレクサンドル3世芸術博物館として開設を見た。最初の展示品は、ヨーロッパ諸国の彫刻や古代エジプトの遺物のレプリカ、イタリア、オランダ、フランスの絵画、古銭や古代の陶器などであった。ウラジーミル・ゴレニシュチェフVladimir Golenishchevによって、モスクワ数学古文書 Moscow Mathematical PapyrusやStory of Wenamunなどの考古資料が寄贈されている。帝政期を通じて美術館はモスクワ大学の付属美術館として、美術専攻の学生の学問・調査・研究の場として機能した。

### 充実するコレクション
ロシア革命後、美術館の名称はモスクワ美術館を経て、1937年モスクワ出身の国民的詩人アレクサンドル・プーシキンの没後100周年を記念して、プーシキンの名称を冠してA.S.プーシキン国立造形美術館へ変更された。1918年ペトログラード（サンクトペテルブルク）からモスクワへの遷都が決定された後、ソビエト政権はエルミタージュ美術館から所蔵品の移転を決定した。これらの絵画は現在のプーシキン美術館のコレクションの中核をなしている。これにより、版画部と西欧絵画部が設立された。さらに重要だったのは、1948年にモスクワの国立西欧美術館から世界的に名高い絵画コレクションが移されたことである。このコレクションは、フィンセント・ファン・ゴッホ、ポール・ゴーギャン、アンリ・マティス、パブロ・ピカソなどの印象派とポスト印象派の作品から構成されていた。
1981年から毎年冬にスヴャトスラフ・リヒテルの提案でプーシキン美術館を会場に室内楽中心の音楽祭「12月の夕べ」が開催されている。

## 収蔵品
プーシキン美術館は、13世紀から現代まで各派の西欧絵画を所蔵する。特にフランスを中心とする印象派およびポスト印象派のコレクションは世界的に知られている。このほか、ビザンチンのイコンも多数所蔵している。考古学資料も豊富でエジプト、メソポタミア、ペルシアの出土品を多数所蔵している。第二次世界大戦でドイツ、ドレスデンのツヴィンガー宮殿所蔵の美術品を略奪し、10年間にわたりコレクションとしていた。これらドレスデンのコレクションは、最終的には東ドイツに返還された。

### 絵画

#### バロック
- 『エステルの饗宴におけるアハシュエロス王とハマン』（レンブラント・ファン・レイン）
- 『アポロンとマルシュアスのいる風景』（クロード・ロラン）

#### ロココ
- 『ユピテルとカリスト』（フランソワ・ブーシェ）
- 『スキピオの禁欲』（フランソワ・ブーシェ）

#### 新古典主義
- 『聖杯の前の聖母』（ドミニク・アングル）
- 『獄中のステラ』（フランソワ・マリウス・グラネ）

#### 印象派およびポスト印象派
- 『赤い葡萄畑』（フィンセント・ファン・ゴッホ、ゴッホの生前に売れた唯一の作品として名高い）
- 『刑務所の中庭』（フィンセント・ファン・ゴッホ）
- 『女優ジャンヌ・サマリーの肖像』（ピエール・オーギュスト・ルノワール）
- 『陽だまりのライラック』（クロード・モネ）
- 『彼女の名はヴァイルマティといった』（ポール・ゴーギャン）
- 『サント＝ヴィクトワール山の平野、ヴァルクロからの眺め』（ポール・セザンヌ）
- 『写真スタジオでポーズする踊り子』（エドガー・ドガ）
- 『金魚』（アンリ・マティス）
- 『ブーローニュの森』（アンリ・マティス）
- 『白い睡蓮』（クロード・モネ）
- 『アルルカンと女友達（サルタンバンク）』（パブロ・ピカソ、「青の時代」の作品）
- 『女王イザボー』（パブロ・ピカソ）

## ギャラリー

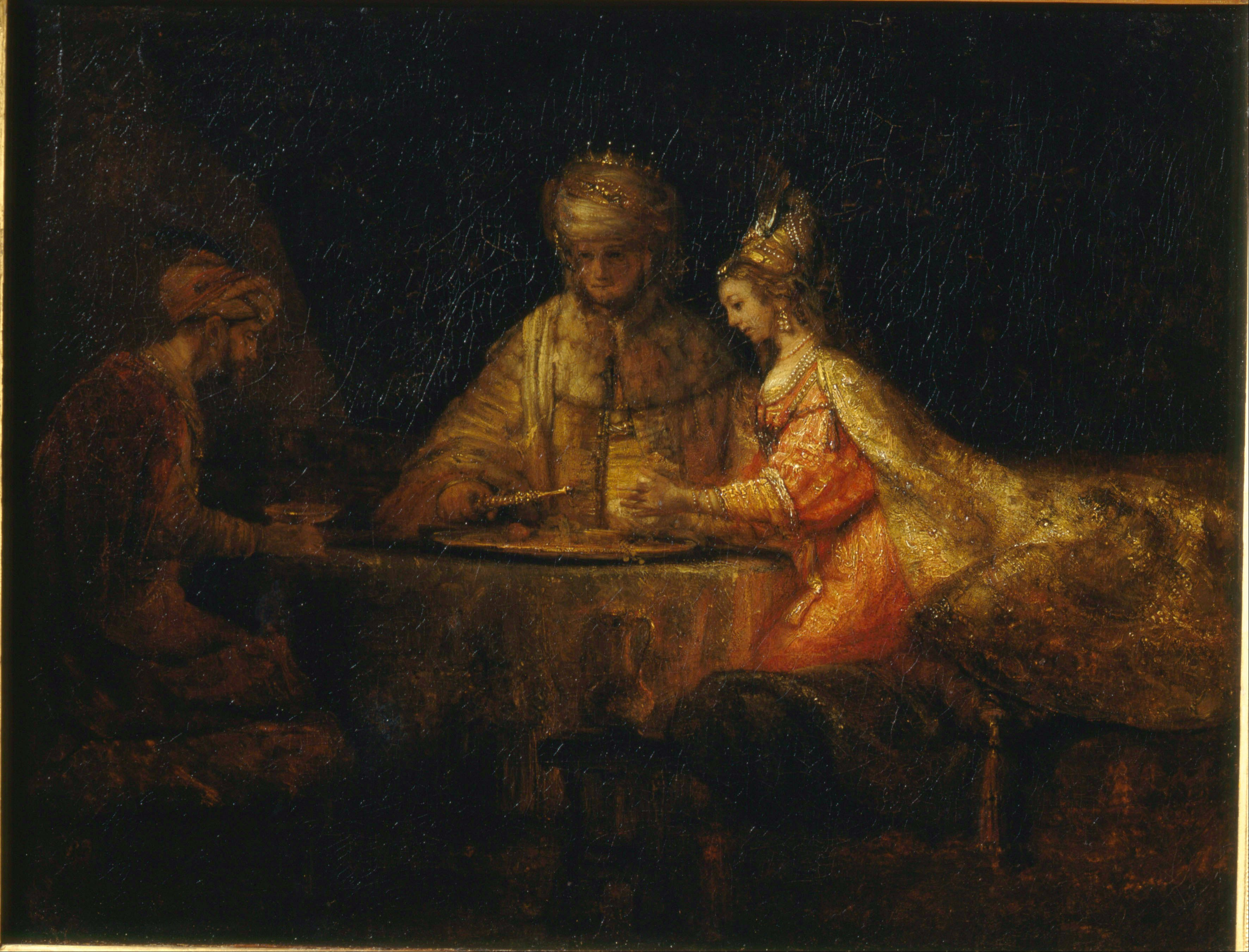
レンブラント作『エステルの饗宴におけるアハシュエロス王とハマン』
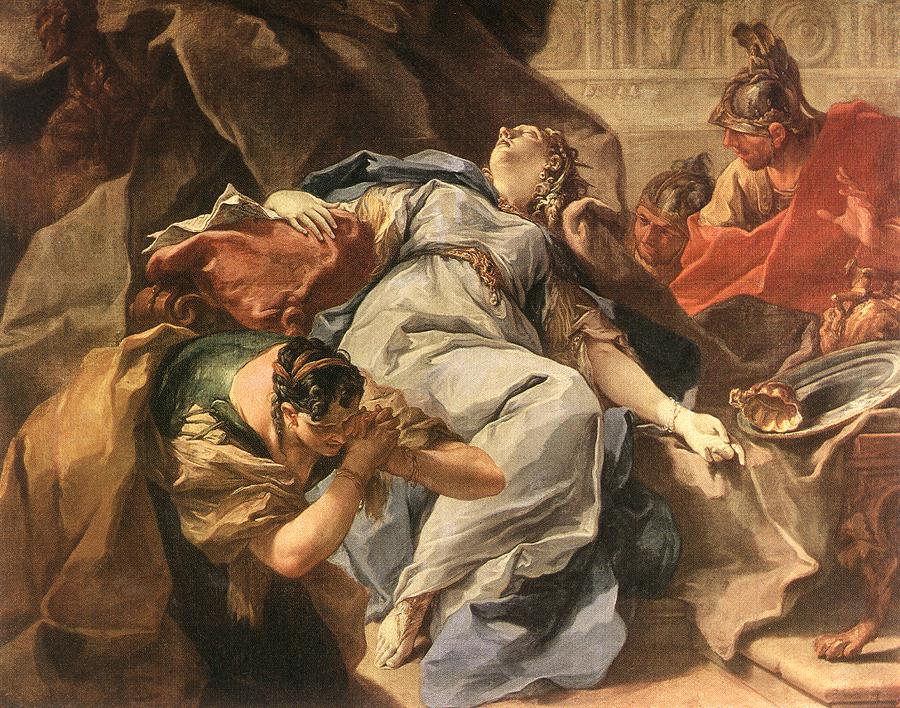
ピットーニ作『ソフォニスバ（ハスドルバル・ギスコの娘）の死』
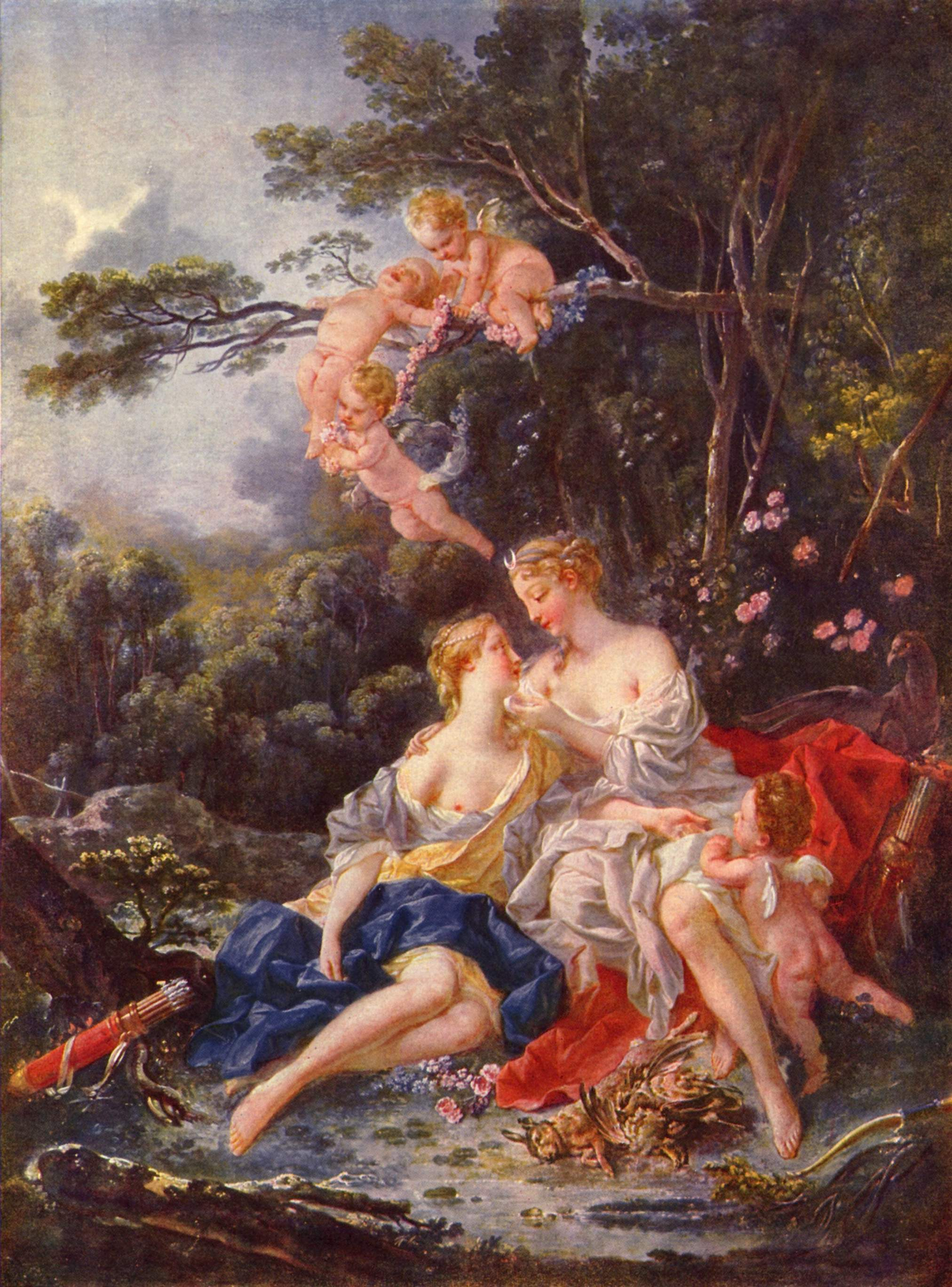
ブーシェ作『ユピテルとカリスト』
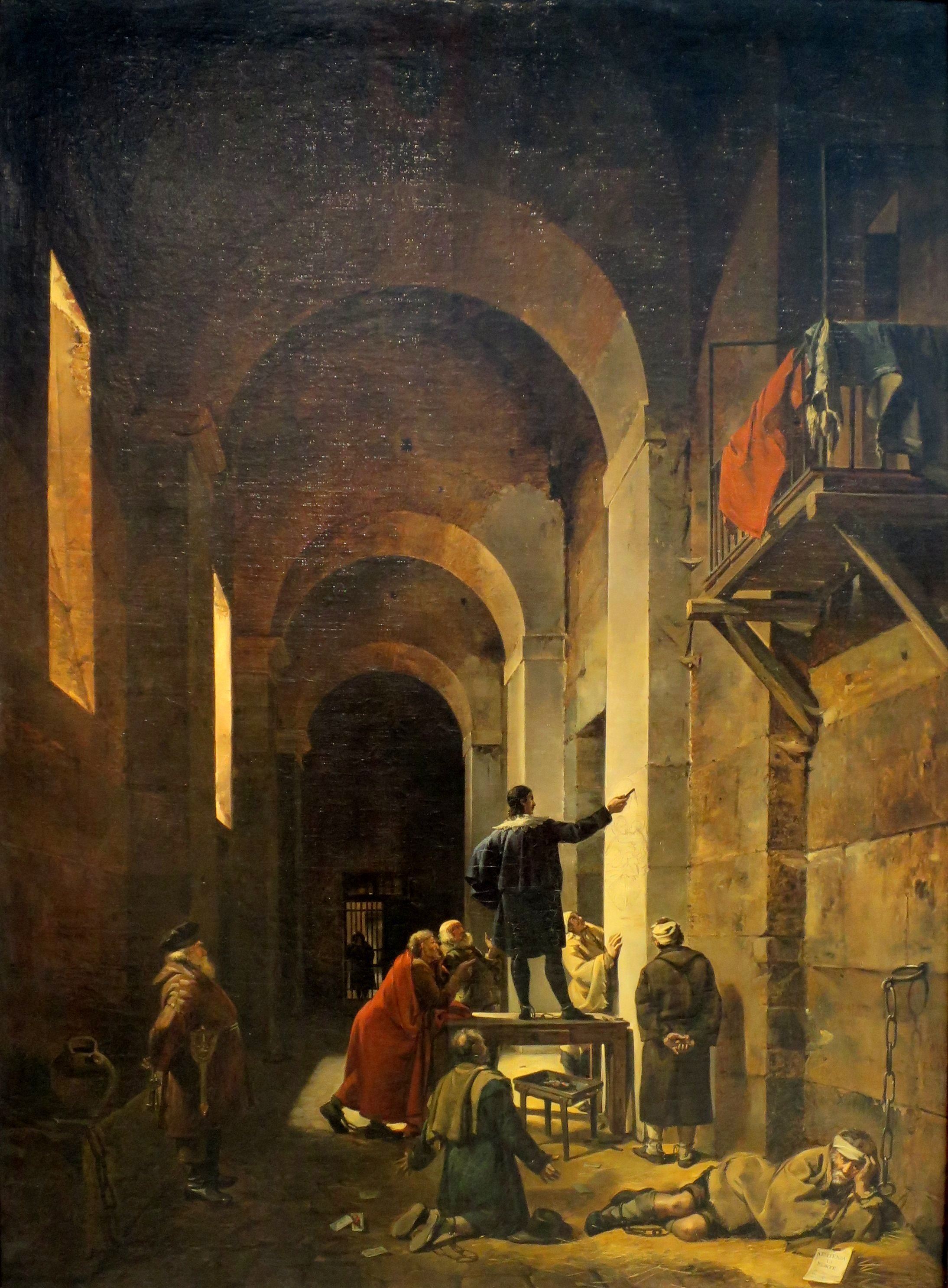
グラネ作『獄中のステラ』
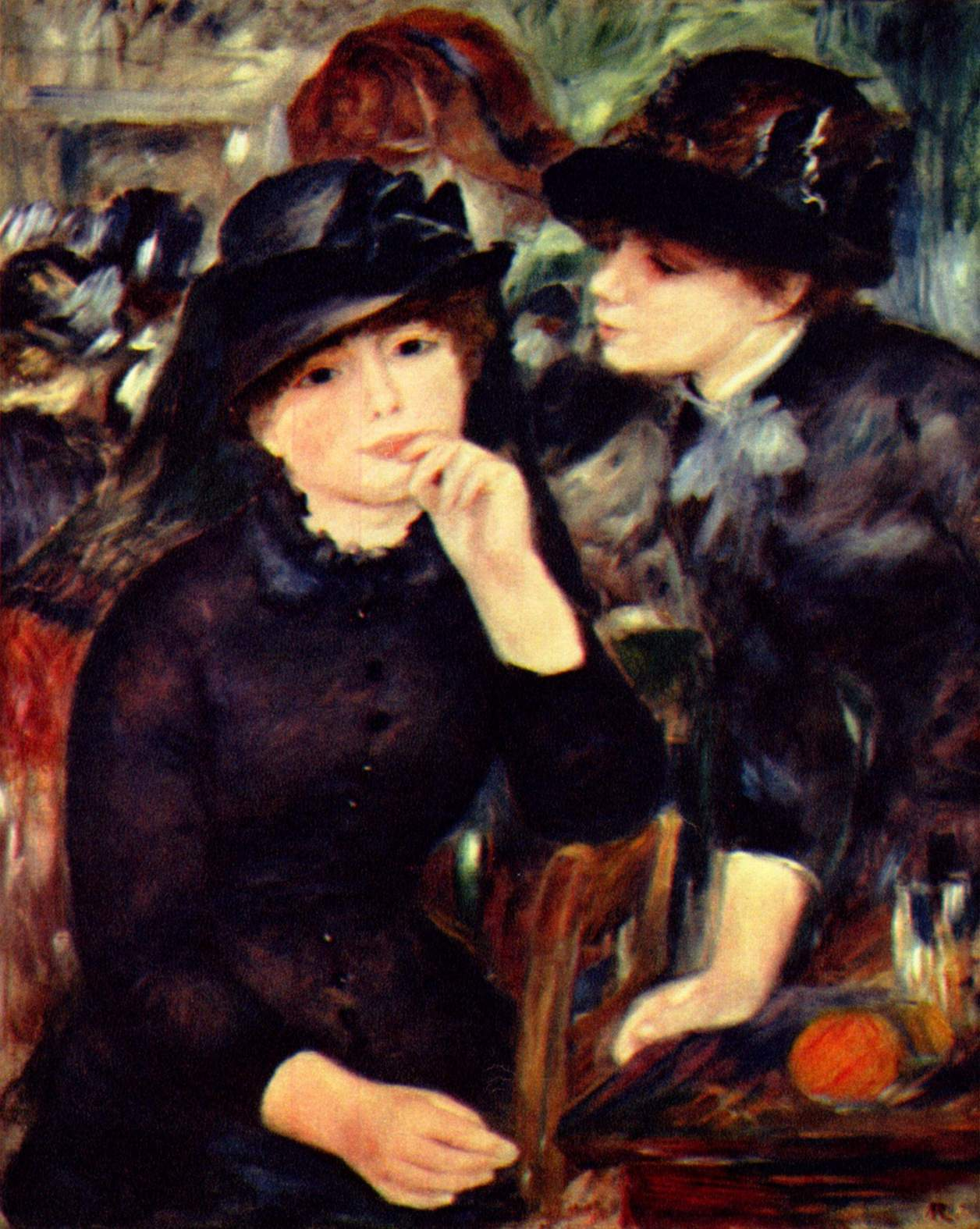
ルノワール作『黒い服の娘たち』
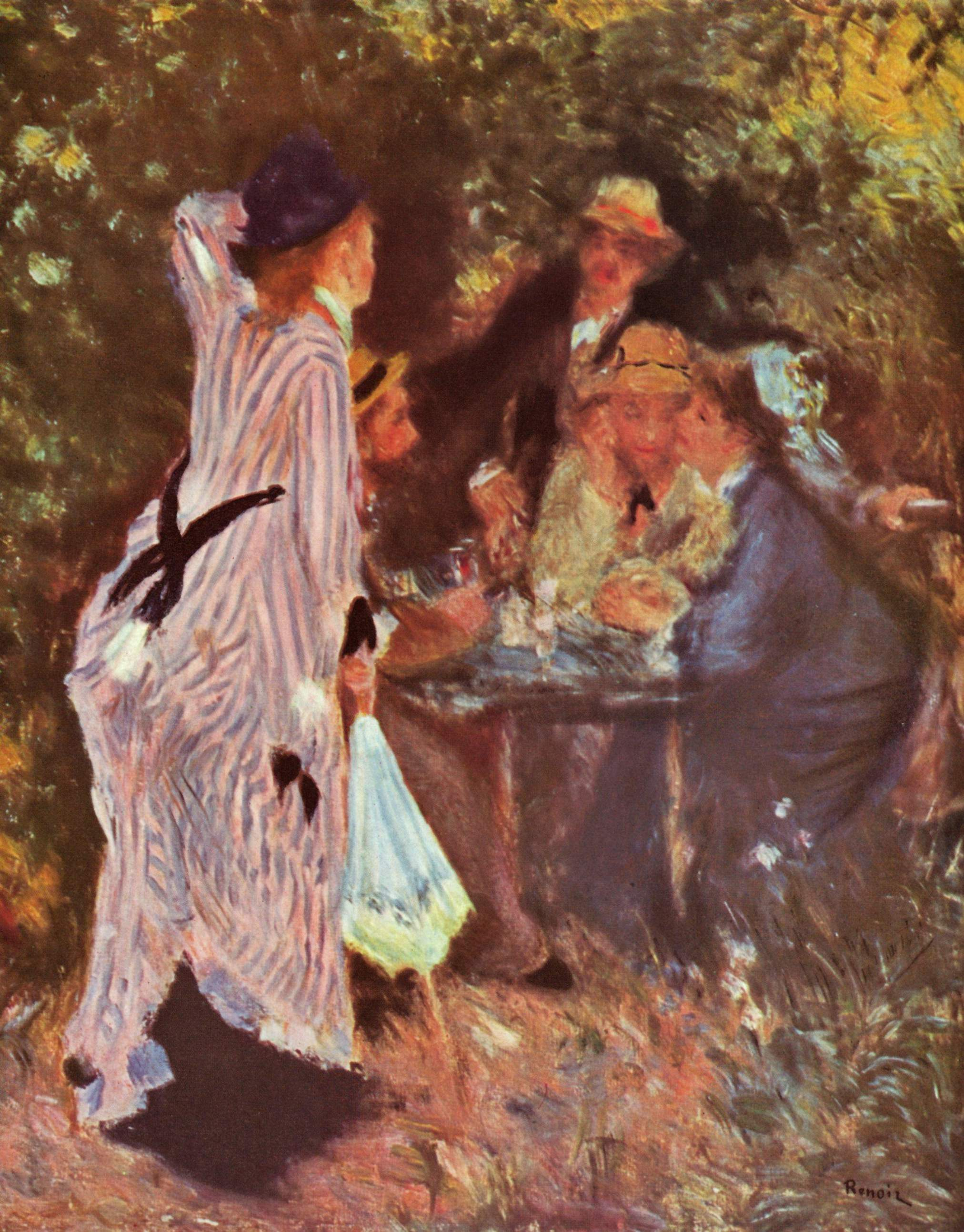
ルノワール作『ムーラン・ド・ラ・ギャレットの庭で』
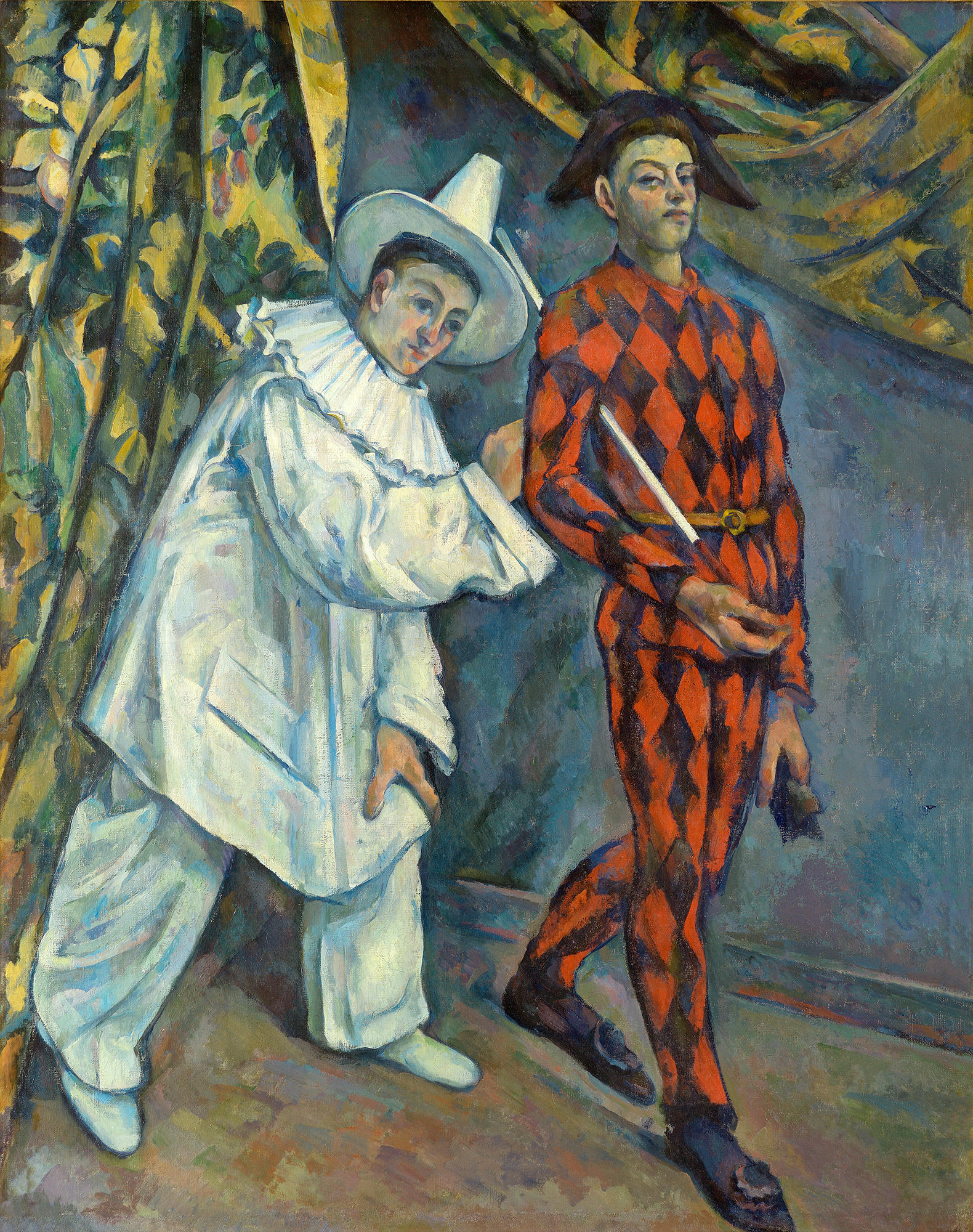
セザンヌ作『ピエロとアルルカン』
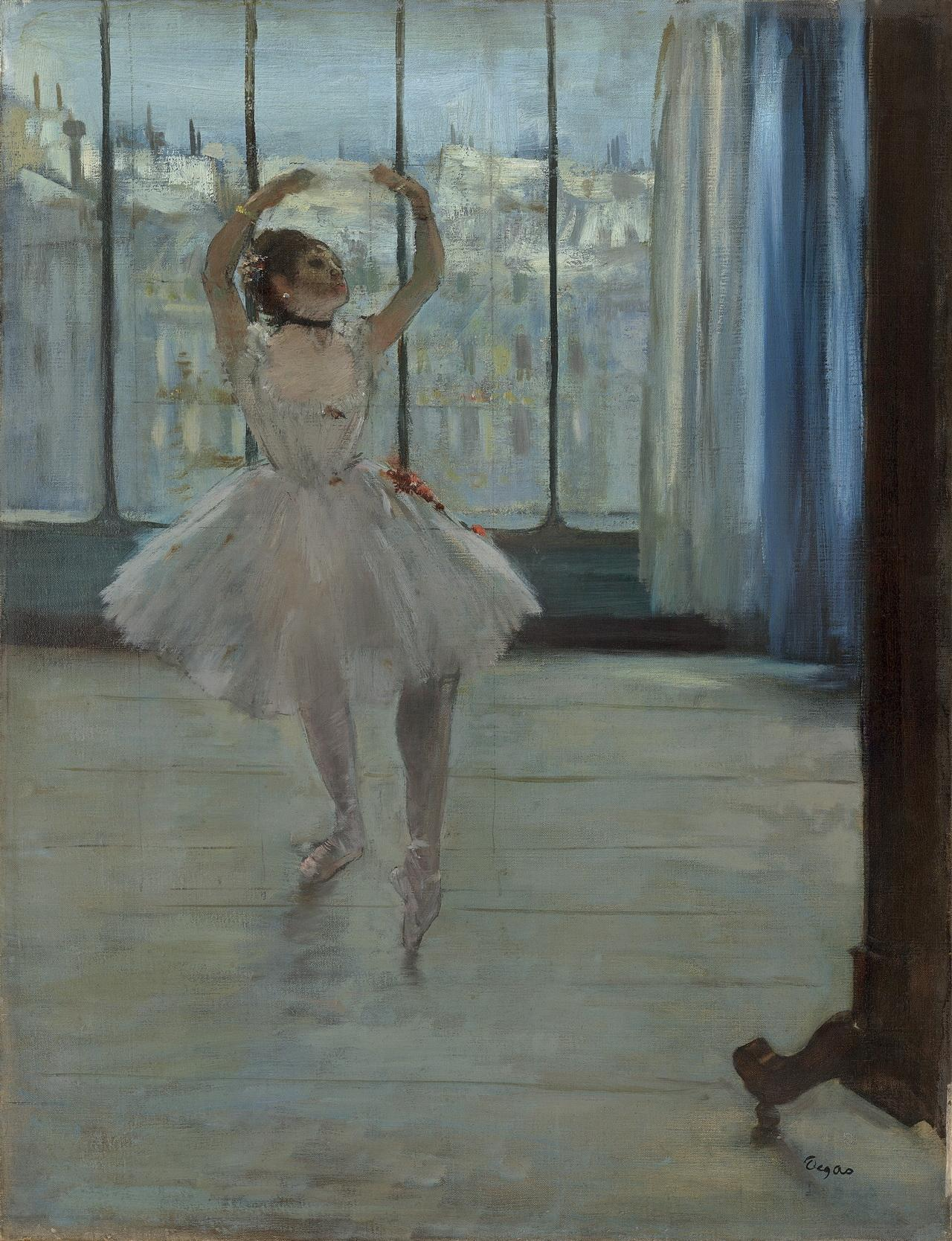
ドガ作『写真スタジオでポーズする踊り子』
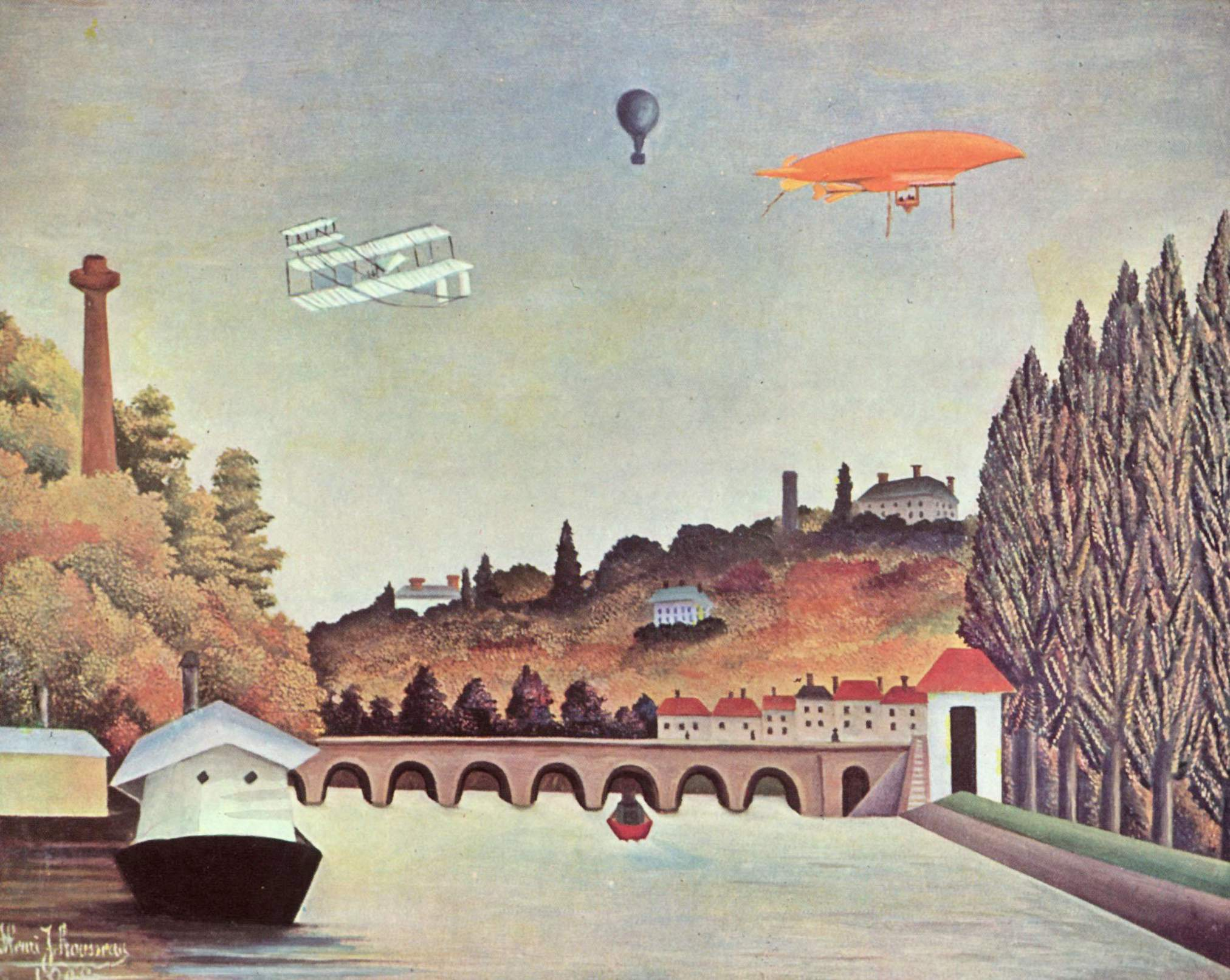
ルソー作『セーブル橋とクラマールの丘、サン＝クルーとベルヴュの眺め』
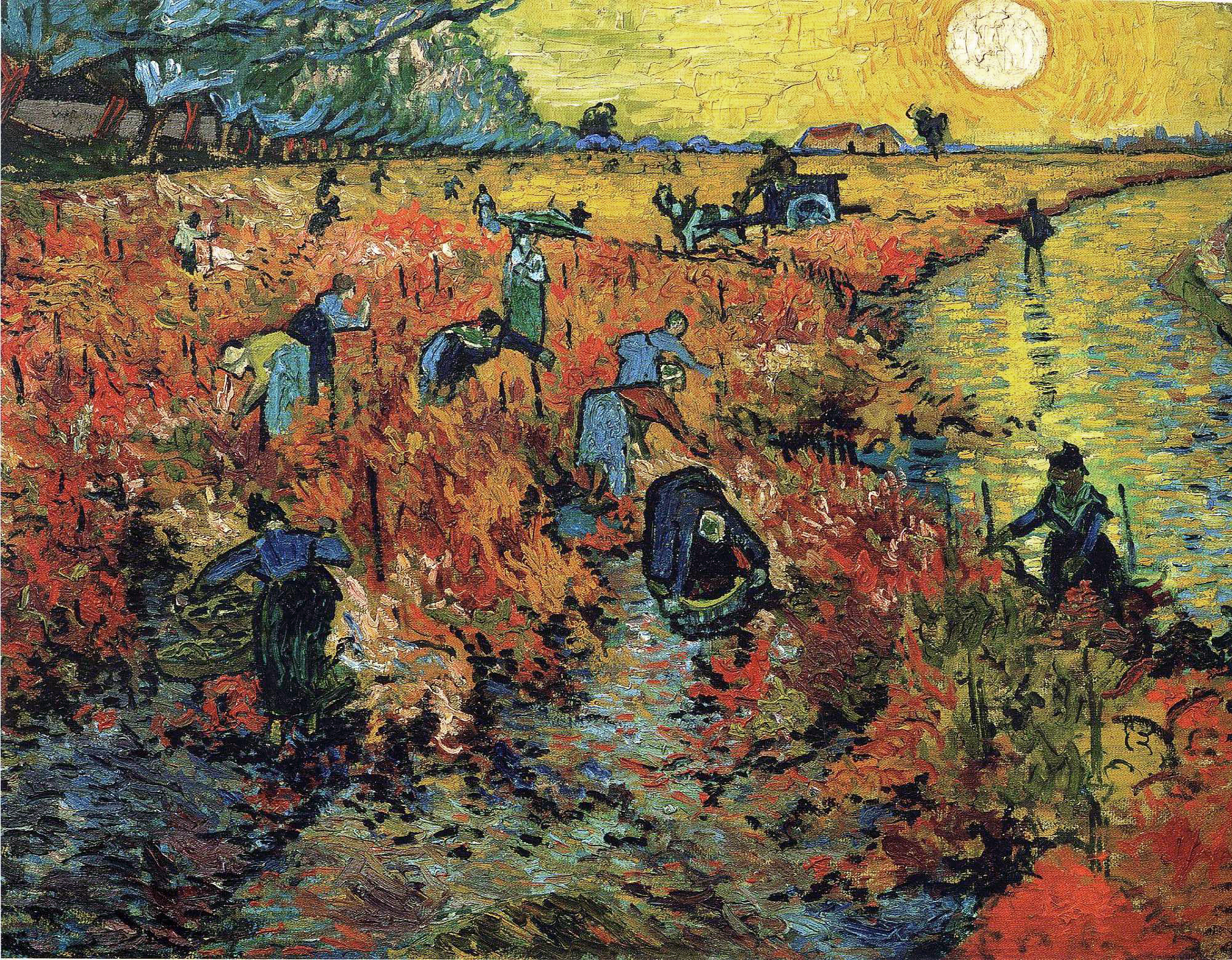
ゴッホ作『赤い葡萄畑』
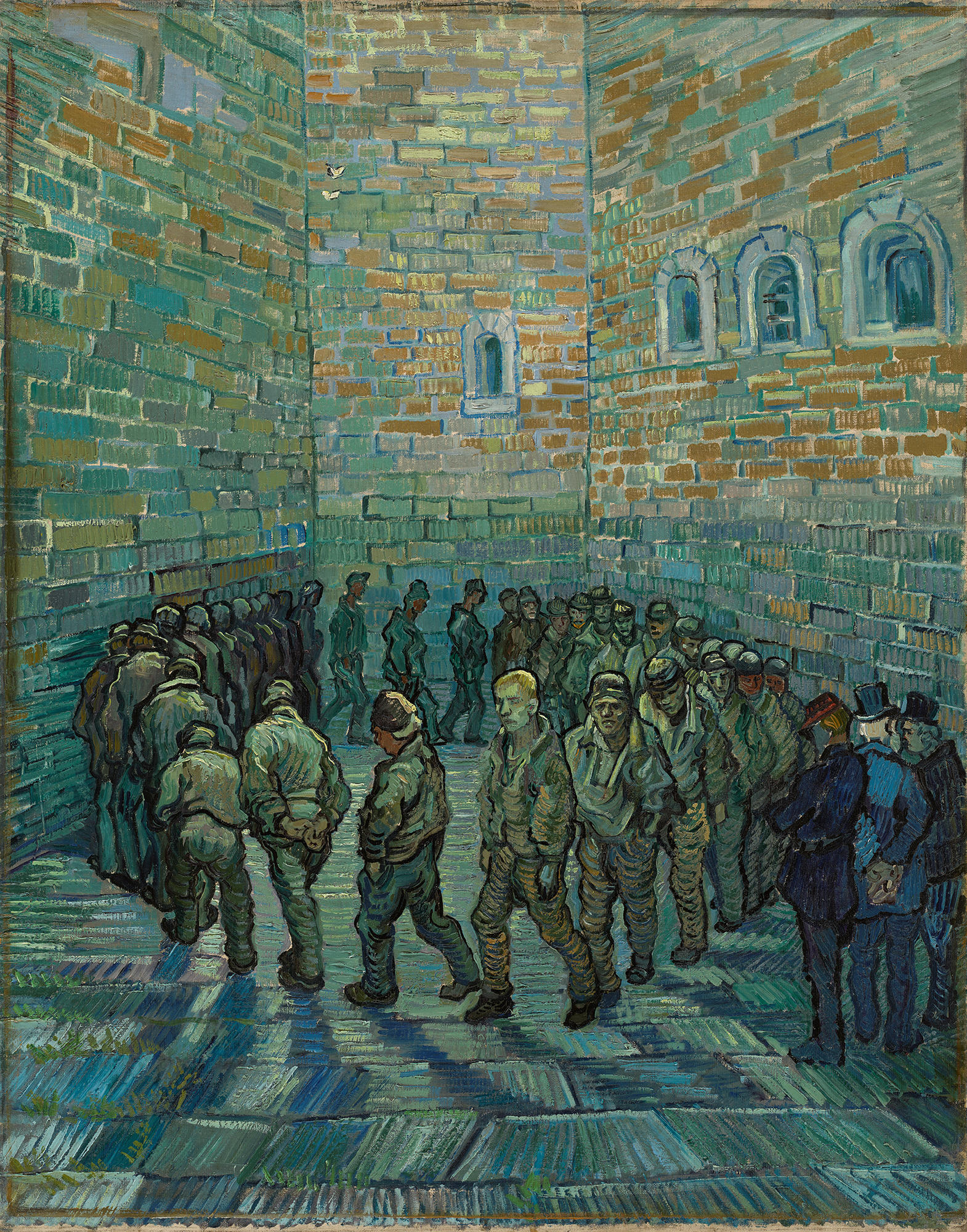
ゴッホ作『刑務所の中庭』

## 歴代館長
- イリーナ・アントノワ（英語版）（1961年 - 2013年）
- マリーナ・ロシャク（2013年 - 2023年[2]）

## 日本にて
1996年に「モスクワ プーシキン美術館名作展 室内への視線」が、静岡県立美術館、岐阜県美術館、和歌山県立美術館、福井県立美術館で開催された。
2011年4月より「プーシキン美術館展 フランス絵画300年」が横浜、名古屋、神戸の3会場で開催予定であったが、東日本大震災の影響で中止となった。2013年、当初と同じ以下3会場での開催が決定した。
- 愛知県美術館（名古屋市）2013年4月26日〜2013年6月23日 来場者数12万人超[4]
- 横浜美術館（横浜市）2013年7月6日〜2013年9月16日
- 神戸市立博物館（神戸市）2013年9月28日〜2013年12月8日

2018年、「プーシキン美術館展――旅するフランス風景画」が国立国際美術館で開催された。